# 今泉圭姫子
今泉 圭姫子（いまいずみ けいこ、1958年〈昭和33年〉12月8日 - ）は日本の音楽評論家、ディスクジョッキー。本名および旧活動名義は今泉 恵子（いまいずみ けいこ）。
埼玉県鳩ヶ谷市（現・川口市）出身。愛称はスヌーピー。

## 略歴・人物
3人姉妹の長女で、血液型はB型、趣味は映画鑑賞で幼少時から水泳を得意とする。
父親は毎日新聞社の記者で支局へ転勤が多く、3歳で福島県へ転居し、幼稚園も卒園3か月前に転園して卒園証書を受け取っておらず、小学校は4回、中学校は2回転校した。
高校卒業後に、得意な英語の学ぶために東京外語専門学校に進学する。進学後間も無い1977年にラジオ関東『全米トップ40』のオーディション参加者募集記事を毎日新聞紙上で見つけ、オーディションに合格する。当時は番組の存在を知っていたがほとんど聴いたことが無く、オーディションで試験の出来も良くなかった。1978年4月から『全米トップ40』のアシスタントとして出演を始め、キャリアをスタート。ラジオDJ・パーソナリティを数多く務める一方で、テレビ東京『おはようスタジオ』の洋楽コーナー、『ミュージックトマト』（テレビ神奈川）などでテレビにも出演。
DJ・ラジオパーソナリティを務め、ミュージック・ライフなど雑誌へ寄稿、レコード、CDのライナーノーツ執筆、著述など音楽評論家として活動する。氷室京介のソロデビュー時に、チャーリー・セクストンのコーディネーターを務めてレコーディングに参加する。1988年に一年間イギリスへ渡り、アーティストインタビュー、雑誌で執筆などのほか、BBCのDJマーク・グッデイアーと『ロンドン・コーリング』（日本ではFM富士で放送）でDJを担当する。各レコード会社のCMのナレーションも務める。近年はシンファ、イム・ヒョンジュ、ソン・シギョン、Sら韓国アーティストの楽曲の日本語歌詞も担当する。
1997年に番組制作、監修、企画プロデュースなど活動を拡大するため有限会社リフレックス（のちに株式会社リフレックス、2012年にリフレックス・エンターテインメント）を設立し、2006年からフラワーアレンジメントビジネスを始め、ほかにデュラン・デュランのベーシストであるジョン・テイラーがアジアで活動する際のマネジメント、イム・ヒョンジュの日本で活動する際のマネジメント、もそれぞれ手掛ける。

## 出演番組

### ラジオ
- American Top 40（全米トップ40）（アール・エフ・ラジオ日本）[2]
- 全英トップ20（アール・エフ・ラジオ日本）
- サウンドプロセッサー（アール・エフ・ラジオ日本）
- 恋するスタジオ ザ・ポップ（アール・エフ・ラジオ日本）　[2]
- フリーロード電リク（アール・エフ・ラジオ日本）
- ロック・オブ・ザ・ワールド（FMヨコハマ）[2]
- ロンドン・コーリング（FM富士）
- カタクリコホットライン・ゴールドラッシュ (TOKYO FM)
- スーパー・サウンド・ジャム（FMヨコハマ）
- オン・ザ・レディオ（FM富士）
- エモーショナル・ビート（TOKYO FM）
- ソニー・ユーロ・ウエイヴ（TOKYO FM）
- DANCING GROOVE!〜HOT JAM〜（FMヨコハマ）
- ASIAN GROOVE（FMヨコハマ）
- CROSS POP BEAT（CROSS FM）
- with you（bayfm）-「今泉圭姫子のThrow Back Thursday」「今泉圭姫子の韓国エンタメ研究所」コーナー出演
- Music in the House〜Asia（FM大阪）
- Pop Express (Kiss-FM KOBE)
- Radio HITS Radio（FMヨコハマ）
- The Boys SPECIAL 〜永遠の洋楽アイドル〜（bayfm、2013年11月21日）

### テレビ
- おはようスタジオ（テレビ東京）
- ミュージックトマト（テレビ神奈川）

## 楽曲提供
- 尾身和樹
「BE ALIVE」（作詞担当）
「BIRD」（作詞担当）
- hiro-C
「じゃがたわーのうた　ユメニムカッテ」（作詞担当）
- シンファ（日本語詞担当）
- イム・ヒョンジュ（日本語詞担当）
- ソン・シギョン（日本語詞担当）
- S（日本語詞担当）
他

## 著書・監修
- 『デュラン・デュラン : プラネット・アースから来た少年たち』〈FM fan presents〉、共同通信社、1987年4月15日。
- ロンドンわがままチェック（シンコー・ミュージック）
- アイドル・バイブル（シンコー・ミュージック、1997年 監修担当）
- アイドル・バイブル Vol.2（シンコー・ミュージック、1998年 監修担当）
- アイドル・バイブル Vol.3（シンコー・ミュージック、2000年 監修担当）
- 青春のクイーン、永遠のフレディ　元祖ロック少女のがむしゃら突撃伝（シンコー・ミュージック、2023年）

## CD
- ユーロ・ウエイヴ（1995年、エピックレコードジャパン　1980年代のヒット曲のオムニバスCD、監修・構成担当）